# Eltingville
Eltingville ist ein Stadtviertel im Süden des Stadtbezirks Staten Island, New York City.

## Lage
Eltingville liegt an der Südküste von Staten Island, südlich von Great Kills und nördlich von Annadale. Im Westen grenzt es an Arden Heights, im Süden an die Raritan Bay. Die Eisenbahnanbindung erfolgt über die Staten Island Railway (Bahnhof Eltingville).

## Demografie
Eltingville ist heute überwiegend von italienischstämmigen Amerikanern geprägt. In der Vergangenheit war die Nachbarschaft vor allem von skandinavischen Einwanderern, insbesondere Norwegern, bewohnt.

## Geschichte
Der Name Eltingville geht auf die niederländischstämmige Elting-Familie zurück, die im 19. Jahrhundert zu den frühen Siedlern der Region zählte. Abraham A. Elting besaß ein großes Anwesen, um das sich die heutige Nachbarschaft entwickelte. Im frühen 20. Jahrhundert prägten skandinavische Einwanderer, insbesondere Norweger und Schweden, das Viertel. Mit dem Bau der Verrazzano-Narrows Bridge 1964 begann eine Phase intensiver Suburbanisierung, die das vormals ländliche Eltingville in ein städtisches Wohngebiet verwandelte.